# Borland Delphi
Programski jezik Delphi je objektno orientirani, komponentno orientirani in strukturirani programski jezik z močno tipizacijo, katerega podlaga je objektni pascal (pascal z objektnimi dodatki). Jezik se uporablja skupno s svojim istoimenskem razvojnem okolju za hitri razvoj namiznih, mobilnih, spletnih in konzolnih aplikacij. 
Leta 1982 je Philippe Kahn ustanovil Borland (nekaj časa tudi znani kot "Inprise") z namenom razvijati rešitve na področju programerskih orodij. Zgodovinsko gledano imajo programerji potek dela, kjer pišejo, prevedejo in povežejo kodo. V tem času je za vsak ta postopek bilo potrebno svoje določeno orodje, ki je lahko stalo stotine ali celo tisoče dolarjev. Zaradi tega je Borland razvilo integrirani komplet orodij imenovano Turbo Pascal, ki je vseboval vse za desetino cene konkurenc, narejeno pa je bilo za programski jezik pascal.
Kasneje v letu 1995 so izdali razvojno okolje Delphi s svojim programskim jezikom. Sprva je bil namenjen razvoju aplikacij v Windows okolju. Prvotno je bil namenjen predvsem pisanju programov, ki so bili namenjeni vodenju baz podatkov, evidenc in podobnih opravil. Kmalu pa se je pojavila tudi različica namenjena razvoju programov pod Linux okoljem znana pod imenom Kylix. Z različico Delphi 8 je prišla podpora tudi za Microsoft .NET ogrodje, kar še poveča uporabnost razvojnega okolja in pripomore k hitrejšemu razvoju.

## Imenovanje
Na začetku razvoja je Borland hotelo imenovati svoj izdelek AppBuilder, vendar ko je podjetje Novell prišlo ven s svojim okoljem Visual AppBuilder so morali izbrati drugo ime. Na koncu so se odločili za ime Delphi v povezavi s takratno najbolj znano podatkovno zbirko Oracle. Oraklji so bili grški preroški veliki svečeniki, kjer se je najbolj znani nahajal v kraju Delfi. Tako so izhajali s pregovora "če želiš govoriti z orakljem pojdi v Delfi", ker je izdelek imel dobro podporo podatkovnih baz. V času izdaje so ga tudi razglasili kot rablja platforme VB, ki je bila takrat zelo popularna izbira.

## Različice
Omembe vredne različice Delphija so:
- Delphi 1: Prva različica izdana leta 1995 za 16-bitno Windows okolje.
- Delphi 2: Naslednik izdani naslednje leto 1996 s podporo za 32-bitno Windows okolje.
- Kylix: Različica Delphija izdana leta 2001, ki je podpiralo Linux sisteme.
- Delphi 6: Izdaja izdana leta 2001, ki je podpiralo SOAP spletne storitve.
- Delphi 7: Popularna izdaja izdana leta 2002 s podporo spletnih aplikacij.
- Delphi 8: Izšla leta 2003, ki je obstajala samo v obliki ogrodja DotNET.
- Delphi 9: Izdan leta 2005 je podpiralo oboje razvoj za Win32 API-ja in ogrodje DotNET.
- Delphi 10: Najnovejša različica Delphija.

Glavni razvojni vodja pri izdelavi razvojnega okolja Delphi je bil vse do leta 1996 Anders Hejlsberg, ki je sodeloval že pri glavnem razvoju Turbo Pascala. Leta 1996 je odšel k Microsoftu kjer je razvijal programski jezik C# in sodeloval pri razvoju DotNET ogrodja.
Programski paket Delphi je na voljo pod štirimi različicami:
- Community
- Professional
- Enterprise
- Architect

## Visual Component Library
Knjižnica Visual Component je ena izmed glavnih delov razvojnega okolja Delphi. Z njo imamo možnost povleciti in spustiti veliko različico komponent na svojo formo in takoj potem videti naš končni izgled. Navdih je dobilo od VB-ja, vendar je implementirano na popolno objektno orientirani način.
Prednost Delphi-ja pred drugimi jeziki je v tem, da ima veliko podporo bazam, prijazen razvoj komponent, veliko že napisanih komponent in podporo VCL/CLX (Visual Component Library).

## Značilnosti
Jezik je v veliki meri podoben pascalu s tem, da je objektno orientiran kar pomeni, da uporabljamo pri programiranju razne objekte (tako vizualne kot nevizualne). Vizualni objekti so npr. gumbi, nevizualni pa so npr. niti. V programskem jeziku objekte kličemo po imenu in s tem dostopamo do  njegovih lastnosti oziroma funkcij.
Ostale značilnosti Delphija so enake kot pri pascalu:
- Konec stavka je označen s podpičjem ;.
- Stavki so združeni skupaj z besedami begin in end.
- Ne razlikuje med velikimi in malimi črkami (tako je npr. Medved in medVED ista spremenljivka)

## Zgled
Spodaj imamo konzolni program, ki v konzolo napiše "Pozdravljen, svet!":
```
program
 
PrviProgram
;

{$APPTYPE CONSOLE}

{$R *.res}

uses

  
System
.
SysUtils

  

begin

  
WriteLn
(
'Pozdravljen, svet!'
)
;

  
ReadLn
;

end
.

```

Tu imamo primer procedure, kjer priredimo neko lastnost objektu:
```
procedure
 
PrirediDolzino
()
;

var

  
dolzina
 
:
 
integer
;
  
// deklaracija lokalne spremenljivke

begin

  
dolzina
 
:=
 
30
;

  
gumb
.
width
 
:=
 
dolzina
;

end
;

```

Tu spodaj pa primer lastnega razreda:
```
unit
 
RazredMedved
;
  
// imenovanje te datoteke

interface
  
// del, kjer določimo razred

type
 
TMedved
 
=
 
class
  
// deklaracija razreda

   
private
  
// zasebni člani razreda

     
ime
 
:
 
string
;

     
starost
 
:
 
integer
;

     
teza
 
:
 
real
;

   
public
  
// javni člani razreda

     
procedure
 
NastaviIme
(
novoIme
 
:
 
string
)
;

     
function
 
PridobiIme
 
:
 
string
;

end
;

implementation
  
// del, kjer določimo procedure in funkcije

procedure
 
TMedved
.
NastaviIme
(
novoIme
 
:
 
string
)
;

begin

  
ime
 
:=
 
novoIme
;

end
;

function
 
TMedved
.
PridobiIme
 
:
 
string
;

begin

  
result
 
:=
 
ime
;
  
// rezervirana spremenljivka result vsebuje vrednost, ki jo funkcija vrne

end
;

end
.
  
// oznaka konec datoteke

```

- Delphi about - o delphi programiranju
- Borland - Domača stran programskega jezika in razvojnega okolja delphi.
- Delphi-SI Arhivirano 2005-08-29 na Wayback Machine. - slovenska spletna stran in forum o delphi programiranju.
- Delphi 4U Arhivirano 2008-03-12 na Wayback Machine. - nasveti, projekti, datoteke za delphi.
- SwissDelphiCenter - večjezična stran z raznimi nasveti
- Torry's Delphi Pages - stran namenjena delphi komponentam.

1. ↑  »Installation Notes - Operating System Requirements«. Pridobljeno 5. septembra 2020.
2. ↑  »History of Delphi«. Zarko Gajic. (angleščina) ThoughtCo. 17. marec 2017. Pridobljeno 27. marca 2021.